# Geneva Open Challenger 2013
Il Geneva Open Challenger 2013 è stato un torneo di tennis facente parte della categoria ATP Challenger Tour nell'ambito dell'ATP Challenger Tour 2013. È stata la 26ª edizione del torneo che si è giocato a Ginevra in Svizzera dal 28 ottobre al 3 novembre 2013 su campi in cemento indoor e aveva un montepremi di €64,000+H.

## Partecipanti singolare

### Teste di serie
| Nazionalità | Giocatore          | Ranking* | Testa di serie |
| ----------- | ------------------ | -------- | -------------- |
| Kazakistan  | Michail Kukuškin   | 67       | 1              |
| Russia      | Evgenij Donskoj    | 78       | 2              |
| Russia      | Tejmuraz Gabašvili | 93       | 3              |
| Paesi Bassi | Jesse Huta Galung  | 98       | 4              |
| Romania     | Adrian Ungur       | 110      | 5              |
| Slovacchia  | Martin Kližan      | 112      | 6              |
| Germania    | Jan-Lennard Struff | 114      | 7              |
| Kazakistan  | Andrej Golubev     | 117      | 8              |
| Slovacchia  | Andrej Martin      | 124      | 9              |

- Ranking al ottobre 2013.

### Altri partecipanti
Giocatori che hanno ricevuto una wild card:
- Stéphane Bohli
- Sandro Ehrat
- Karen Chačanov
- Alexander Ritschard

Giocatori che sono passati dalle qualificazioni:
- Gregory Burquier
- Matteo Donati
- Michael Lammer
- Yann Marti
- Laurent Recouderc (lucky loser)

## Vincitori

### Singolare
Malek Jaziri ha battuto in finale  Jan-Lennard Struff con il punteggio di 6–4, 6–3

### Doppio
Oliver Marach /  Florin Mergea hanno battuto in finale  František Čermák /  Philipp Oswald con il punteggio di 6–4, 6–3